# Саборни храм Светог Кнеза Лазара и новомученика српских у Берковићима
Саборни храм Светог Кнеза Лазара и новомученика српских у Берковићима је храм Српске православне цркве који се налази у општини Берковићи у Републици Српској, БиХ. Црква припада митрополији дабробосанској.

## Историја
Градња храма започета је 2000. године уз благослов и освешћење епископа Атанасија. За локацију је изабрано место на којем је убијен свештеника Воја Медана на Видовдан, 1941. године. Радови су напредовали и до 2004. године остала је неизграђена централна купола. Наредне године завршен је звоник а 2007. године завршено је покривање храма. Део средстава за изградњу прикупљен је уз помоћ донација, а део новца дао је и Секретаријата вера Републике Српске.
Саборни храм подигнут је у част кнеза Лазара и палим борцима Републике Српске. 